# 塔哈韦尔塞
塔哈韦尔塞，是西班牙卡斯蒂利亚-莱昂索里亚省的一个市镇。总面积21平方公里，总人口39人（2001年），人口密度2人/平方公里。